# Nederlandse Antillen op de Olympische Zomerspelen 1972
De Nederlandse Antillen nam deel aan de Olympische Zomerspelen 1972 in München, West-Duitsland. Het was de vijfde deelname aan de Zomerspelen.
De twee debuterende olympiërs namen deel in het gewichtheffen en de schietsport.

## Deelnemers en resultaten
(m) = mannen, (v) = vrouwen 
| Sport         | Olympiër (deelname)   | Discipline                     | Resultaat | Prestatie                                        |
| ------------- | --------------------- | ------------------------------ | --------- | ------------------------------------------------ |
| Gewichtheffen | Roberto Lindeborg (1) | tot 56 kg (m)                  | 19e       | 300,0 kg (drukken 100 / trekken 85 / stoten 115) |
| Schietsport   | Eduardo Adriana (2)   | kleinkalibergeweer liggend (m) | 100e      | 566 pnt. (93 - 93 - 96 - 93 - 96 - 95)           |

Afghanistan · Albanië · Algerije · Amerikaanse Maagdeneilanden · Argentinië · Australië · Bahama's · Barbados · België · Bermuda · Birma · Bolivia · Bondsrepubliek Duitsland · Brazilië · Brits-Honduras · Bulgarije · Canada · Ceylon · Chili · Colombia · Congo-Brazzaville · Costa Rica · Cuba · Dahomey · Denemarken · Dominicaanse Republiek · Duitse Democratische Republiek · Ecuador · Egypte · El Salvador · Ethiopië · Fiji · Filipijnen · Finland · Frankrijk · Gabon · Ghana · Griekenland · Groot-Brittannië · Guatemala · Guyana · Haïti · Hongarije · Hongkong · Ierland · IJsland · India · Indonesië · Iran · Israël · Italië · Ivoorkust · Jamaica · Japan · Joegoslavië · Kameroen · Kenia · Khmerrepubliek · Koeweit · Lesotho · Libanon · Liberia · Liechtenstein · Luxemburg · Madagaskar · Malawi · Maleisië · Mali · Malta · Marokko · Mexico · Monaco · Mongolië · Nederland · Nederlandse Antillen · Nepal · Nicaragua · Nieuw-Zeeland · Niger · Nigeria · Noord-Korea · Noorwegen · Oeganda · Oostenrijk · Opper-Volta · Pakistan · Panama · Paraguay · Peru · Polen · Portugal · Puerto Rico · Roemenië · San Marino · Saoedi-Arabië · Senegal · Singapore · Soedan · Somalië · Sovjet-Unie · Spanje · Suriname · Swaziland · Syrië · Taiwan · Tanzania · Thailand · Togo · Trinidad en Tobago · Tsjaad · Tsjecho-Slowakije · Tunesië · Turkije · Uruguay · Venezuela · Verenigde Staten · Vietnam · Zambia · Zuid-Korea · Zweden · Zwitserland